# Hatsushimo (1933)
Pour les autres navires du même nom, voir Hatsushimo (destroyer).
Le Hatsushimo (初霜) était un destroyer de classe Hatsuharu en service dans la Marine impériale japonaise pendant la Seconde Guerre mondiale.

## Historique
À sa mise en service, le Hatsushimo est intégré à la 2e flotte. Lors de la Seconde guerre sino-japonaise, il couvre les débarquements des forces Japonaises à Shanghai et Hangzhou. À partir de 1940, il patrouille et couvre des débarquements de troupes japonaises dans le sud de la Chine et participe à l'invasion de l'Indochine française.
Au moment de l'attaque sur Pearl Harbor, le Hatsushimo est dans la 21e division de destroyers du 1re escadron de destroyers (1re flotte), avec ses sister-ships Hatsuharu, Nenohi et Wakaba. Début 1942, il appuie l'invasion des Indes orientales néerlandaises puis en mai, participe à la bataille de Dutch Harbor lors de la campagne des îles Aléoutiennes, patrouillant autour d'Attu, Kiska et Amchitka jusqu'à la mi-juillet. Après un entretien à l'arsenal naval de Yokosuka, il patrouille au large de Paramushiro, Shumushu, Attu et Kiska, transportant des fournitures et des renforts jusqu'en décembre.
Le 26 mars 1943, il participe à la bataille des îles Komandorski avec la 5e Flotte, qu'il rejoint à la mi-mai. Il escorte ensuite des convois entre Paramushiro et Ōminato vers la fin de juin. En juillet, il participe à l'évacuation des Aléoutiennes, et le 26, le Hatsushimo entre en collision avec le Wakaba lors d'un fort brouillard. Après quelques réparations, il escorte jusqu'à Singapour les porte-avions Ryūhō et Chitose.
À partir du 24 novembre, le Hatsushimo escorte le Hiyō de Kure à Truk via Manille, Singapour, Tarakan et Palau, revenant avec les Unyō et Zuihō à Yokosuka en fin d'année.
Au début de 1944, le Hatsushimo est réaffecté au quartier général de la flotte combinée, tout en patrouillant entre Yokosuka et Truk. En juin, il participe à la bataille de la mer des Philippines et continue ses missions d'escorte entre le Japon et les Philippines jusqu'en septembre.
Le 24 octobre 1944, après la bataille du golfe de Leyte, le Hatsushimo sauve 74 survivants du Wakaba. Le 15 novembre, il est réaffecté dans la 2e flotte et affecté à des missions d'escorte entre Singapour et baie de Cam Ranh, en Indochine française, jusqu'à la fin de l'année.
En février 1945, il escorte les cuirassés Ise et Hyūga de Singapour à Kure lors de l'opération Kita. En avril 1945, il fait partie de l'escorte du cuirassé Yamato lors de sa dernière opération Ten-Go. Il n'est pas endommagé au cours de cette mission, au cours duquel il sauve des survivants des Yamato, Yahagi et Hamakaze.
Le 30 juillet 1945, le Hatsushimo est touché par une mine navale pendant qu'il était attaqué par un avion de la TF38, à la baie de Miyazu, obligeant l'équipage à l'échoué à la position 35° 33′ N, 135° 12′ E. L'attaque a tué 17 membres d'équipage. 

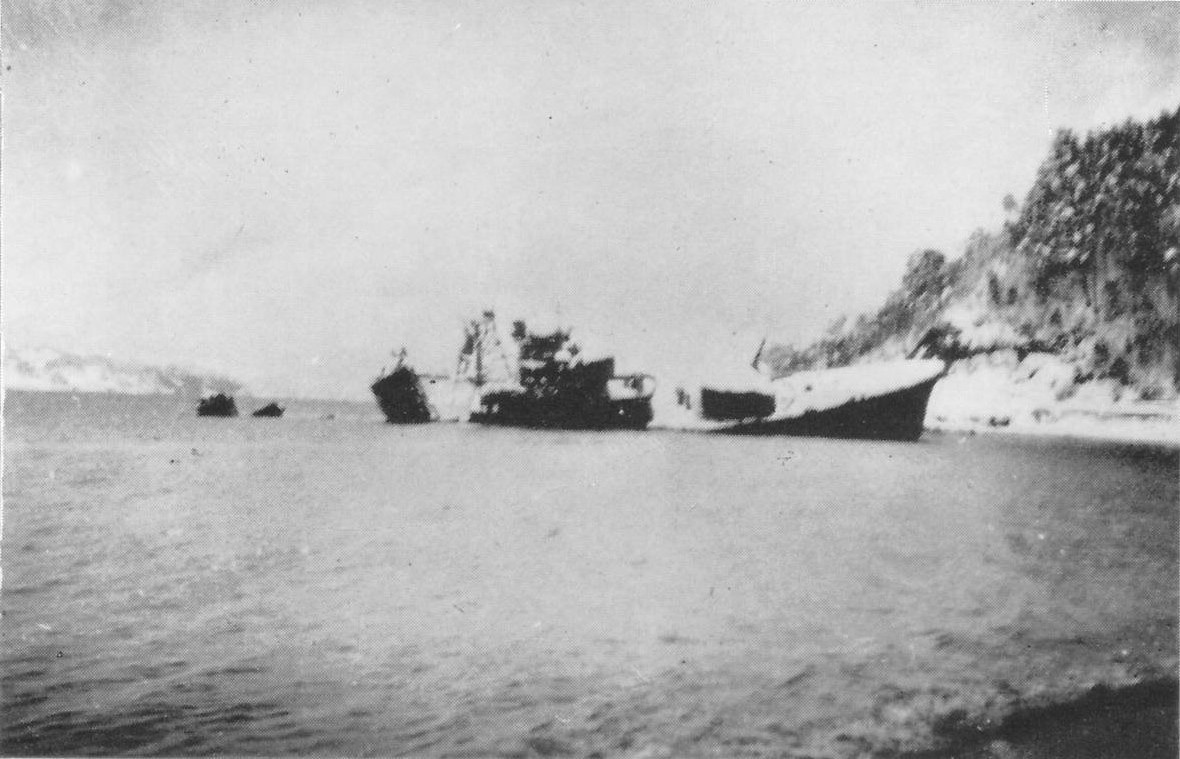
Le Hatsushimo échoué en 1947.

Le Hatsushimo est le 129e et dernier destroyer de la Marine japonaise à être perdu pendant la guerre.
Le 30 septembre 1945, le Hatsushimo est rayé des listes de la marine. Son épave est renflouée et démolie entre 1948 et 1949.